# 友人との自画像
『友人との自画像』（ゆうじんとのじがぞう, 伊: Autoritratto con un amico, 英: Self-Portrait with a Friend）は、イタリアの盛期ルネサンスの画家ラファエロ・サンツィオが1518年から1520年頃に制作した絵画。油彩。『二人の肖像』や『二重肖像』とも呼ばれる。発注主や制作経緯は全く謎に包まれているが、2人の人物像のうち画面左の後ろ側に立っている男性がラファエロの自画像であることは確実視されている。現在はフランス、パリのルーヴル美術館に所蔵されている。

## 作品
ラファエロは灰色の背景を背にした2人の男性を描いている。彼らはともに髭をたくわえ、白いシャツの上に暗い色の上着をまといながら、前後に並んで立っている。前景の男性は左手に剣の柄を握り、背後の男性に語り掛けるように振り返りながら、空いた方の手で鑑賞者を指さしている。一方、背後の男性は前に立つの男性の肩に左手を置いて、相手が指さす鑑賞者の方を静かな面持ちで見つめている。ラファエロは彼らの仕草でたがいの親密な関係と同時に、前景の男性の快活さや背後の男性の物静かな内面を表現している。

### モデル
背後に立っている男性はラファエロ自身と考えられている。この点はウフィツィ美術館の青年時代の『自画像』や、死後に制作されたヴィラ・ランテ（Villa Lante）のメダイヨン肖像、ジュリオ・ボナソーネおよびマルカントニオ・ライモンディの版画、その他の後世の素描や版画などとの比較から確かであるとされている。
これに対し、前景に描かれている男性についてはよく分かっていない。おそらくラファエロの友人であり、男性が剣の柄を握っていることから、伝統的にフェンシングの師匠と考えられていた。現代の美術史家はラファエロの広範な人間関係から様々な説を提出されているが未だに特定されていない。具体的にはヤコポ・ダ・ポントルモ、ジョヴァンニ・アントニオ・ポルデノーネ、ピントゥリッキオ、文化人として名高いバルダッサーレ・カスティリオーネ、ラファエロの弟子であるジュリオ・ロマーノや、ジャンフランチェスコ・ペンニ、ジョヴァンニ・ダ・ウーディネ、ポリドーロ・ダ・カラヴァッジョ、あるいは版画家マルカントニオ・ライモンディ、バルダッサーレ・ペルッツィ、建築家アントニオ・ダ・サンガッロ・イル・ジョヴァネなどの名前が挙がっている。
有力な説としては1517年以降ローマの銀行家アゴスティーノ・キージのもとに滞在していた作家ピエトロ・アレティーノとするものがある。これはライモンディの肖像画との類似性から主張された。またジュリオ・ロマーノ説も有力視されている。ラファエロの死後、遺言によって工房や未完成の作品を遺贈された彼は弟子の中で最も師に近い存在であり、2人の身振りは活発な弟子を冷静に抑える師の姿であり、師から弟子への継承を暗示していると解釈できる。教皇侍従でありラファエロの友人であったジョバンニ・バティスタ・ブランコニオも候補者の1人である。ラファエロはブランコニオのために、ローマのボルゴ地区にブランコニオ宮殿を設計している。

### 帰属
かつては絵画の大部分がラファエロの弟子の1人によって制作されたと考えられ、帰属に関してラファエロの作品とする説のほかに、ジュリオ・ロマーノ、ポリドーロ・ダ・カラヴァッジョ、セバスティアーノ・デル・ピオンボなどの説があった。しかし1983年のルーヴル美術館展の目録で再評価されて以降は、ラファエロの真筆であるとして認められている。

## 来歴
本作品に関する最初の確実な記録は17世紀にさかのぼり、学者のカッシアーノ・ダル・ポッツォはフォンテーヌブロー宮殿を訪れた際に本作品を見たと証言している。その後、1683年にヴェルサイユ宮殿のルイ14世のコレクションとして記録され、フランス革命下の1792年にルーヴル美術館に入り、翌年から展示されている。